# 아오쓰카역
아오쓰카역(일본어: 青塚駅)은 일본 아이치현 쓰시마시에 위치한 나고야 철도 쓰시마선의 철도역이다. 역 번호는 TB 04이며, 상대식 승강장 2면 2선의 구조를 갖춘 지상역이다.

## 타는 곳
| 1 | ■ 쓰시마 선 | 하행 | 쓰시마 · 사야 · 야토미 · 모리카미 · 이치노미야 방면 |
| 2 | ■ 쓰시마 선 | 상행 | 스카구치 · 나고야 · 히가시오카자키 · 오타가와 방면  |

## 이용 현황
- 2003년 기준 : 3,796

## 역 주변
- 니시미조구치 성 터

## 인접 역
| 나고야 철도 쓰시마선     | 나고야 철도 쓰시마선 | 나고야 철도 쓰시마선     |
| ------------------------ | -------------------- | ------------------------ |
| TB 03 기다 스카구치 방면 | ■ 쓰시마선           | 쇼바타 TB 05 쓰시마 방면 |